# Синхромизм
Синхроми́зм (англ. Synchromism; от греч. σύν — «вместе», «с» и χρωμος — «цвет») — художественное направление в живописи, основанное в 1912 году американскими художниками Морганом Расселлом и Стэнтоном Макдональдом-Райтом; одно из первых в современном искусстве США. Отличительными чертами полотен синхромистов являлись насыщенные, яркие цвета и геометрические формы с ярко выраженными гранями. Работая над написанием картин, синхромисты, по их собственному признанию, использовали цвета по аналогии с музыкальными нотами, превращая свои произведения в «симфонии на холсте».

## Создание
Создателями и единственными постоянными последователями синхромизма стали молодые американские художники Морган Расселл и Стэнтон Макдональд-Райт, которые по состоянию на 1912 год жили и проходили учёбу в Париже. Автором концепции и названия нового направления в искусстве стал Расселл, тогда как Макдональд-Райт, поддержавший его начинание, в дальнейшем выступил в качестве самого преданного приверженца синхромизма. Термин «синхромизм» в переводе с греческого дословно обозначал просто «с цветом», однако Расселл выбрал именно его ещё и потому, что видел в слове «синхромия» связь со словом «симфония» — по замыслу художника, именно ощущения музыкальных ритмов синхромистам предполагалось достичь с помощью написания своих картин. Объявляя себя синхромистами, Расселл и Макдональд-Райт не преследовали цели основать новое художественное течение, а лишь стремились выделиться на фоне множества направлений того периода.
В тандеме Расселла и Макдональда-Райта ведущую роль играл первый художник. Он был старше своего единомышленника на три года, имел полное художественное образование. Макдональд-Райт всегда ценил Расселла и первоначально старался подражать ему, при этом, однако, не теряя своей индивидуальности. Молодых живописцев сплотило именно стремление к творческой самостоятельности, индивидуальности. Оба — как Расселл, так и Макдональд-Райт — зарекомендовали себя как талантливые колористы. Полученные в этой сфере навыки позволили им даже самые мрачные сцены изображать в цвете.
Глубоко впечатлённые полотнами Поля Сезанна, синхромисты посвятили значительное количество своих произведений индивидуальным интерпретациям именно его картин. а Расселл, кроме того, увлекался скульптурой и авиамоделизмом, что также отразилось на его художественных работах. Ярким примером тому может послужить картина «Синхромия в Оранжевом: К Форме», на которой художник изобразил нагромождение вращающихся по спирали самолётов. В деталях этого полотна прослеживается тесная связь с известной скульптурой Микеланджело «Умирающий раб», формы которой Расселл взял за отправную точку в работе над созданием «Синхромии…». Аналогичным образом писал картины и Макдональд-Райт. Впрочем, в стилях работы художников-синхромистов наблюдались существенные различия: Расселл был менее деликатным колористом, нежели его единомышленник, и предпочитал более монолитные конструкции. Даже к гармонии света и формы, которой изначально стремились достичь синхромисты, каждый из художников пришёл по-своему: если Расселл «пришёл» к форме через цвет, то Макдональд-Райт, напротив, к свету через форму.
Впервые работы синхромистов были выставлены в 1913 году в Париже. На этой выставке скандальный успех имело произведение Расселла «Синхромия в Зелёном» (не сохранилась) — первая картина, выполненная в жанре синхромизма. Впоследствии синхромистские полотна появились также в экспозиции Салона Независимых, в июне 1913 года выставлялись на Der Neue Kunstsalon в Мюнхене. После третьей выставки Расселл и Макдональд-Райт опубликовали манифест синхромизма, в котором отразили свои взгляды на живопись,
В 1914 году в Нью-Йорке прошла первая сольная выставка синхромистов. Она произвела большой резонанс: репортёр одной из местных газет охарктеризовал увиденное как «последнюю атаку на зрительные нервы», отметив сложность восприятия и осмысления синхромических полотен, а также их скожесть с произведениями кубистов и фовистов. После этого Макдональд-Райт окончательно перебрался из Европы в США и занялся разработкой теории построения цветовой гаммы на основе гаммы музыкальной.
На практике синхромизм исчерпал себя к 1916 году, так и не вызвав значительного интереса в Европе. Причиной тому стало его поражение в остром соперничестве с орфизмом — направлением в современном искусстве, созданным супругами Робером и Соней Делоне и существовавшим в 1911-1914 годах во Франции. По большинству признаков эти два художественных течения демонстрировали абсолютную идентичность — главное их различие состояло в том, что синхромизм был ближе к футуризму, нежели к кубизму, а орфизм — наоборот. Сами Макдональд-Райт и Расселл в своём манифесте подмечали, что орфизм, по их мнению, был менее «весом» и «слишком декоративен», что и отличало его от синхромизма.
В 1918 году Макдональд-Райт переехал из Нью-Йорка в Лос-Анджелес, после чего перестал называть себя синхромистом. На протяжении 1920-х и 1930-х годов он продолжал писать картины, экспериментируя с цветом и формами, изобретать новые цветовые решения, со временем став одним из самых выдающихся художников-модернистов Калифорнии. Опыт, полученный в годы бытности синхромистом, Макдональд-Райт использовал, выступая с лекциями перед участниками Студенческой Лиги Искусства в Лос-Анджелесе, которую художник возглавил в 1922 году.

## Концепция

### Концепция Расселла
Морган Расселл, прежде чем перебраться во Францию, учился в Нью-Йорке у Роберта Генри. По прибытии же в Париж он, ещё задолго до окончательного оформления синхромизма, взял за основу будущего направления методы, используемые импрессионистами, главным образом, вдохновлявшим его Мане и Матиссом, которого Расселл знал лично. Молодого художника привлекали цветовые решения, используемые импрессионистами, в частности, цветовой символизм (тень всегда изображалась в фиолетовых тонах, свет — в жёлтых).

### Концепция Макдональда-Райта
Стэнтон Макдональд-Райт, посещавший на родине несколько художественных академий, и, разочаровавшись, переехавший в Париж, также, как и Расселл, вдохновлялся картинами представителей импрессионизма — Ренуара, Кюрбе, Сезанна. Так и не получивший полноценного образования, этот художник интересовался, в первую очередь, технической стороной живописи. Макдональда-Райта привлекали чистые цвета, экспериментирование с цветом и светом. Ему, в отличие от Расселла, было чуждо бесконечное чередование небольших фрагментов света и тени, часто встречающееся в картинах импрессионистов.

## Влияние
Несмотря на невостребованность в Европе, в США синхромизм всё же добился определённой популярности: многие выдающиеся американские художники, такие как Артур Боуэн Дэвис, Артур Бичер Карлес и Томас Гарт Бентон, присоединились к синхромистским выставкам; ещё ряд известных авторов, включая Мортона Шамберга, Чарлза Шилера, Патрика Генри Брюса, Эндрю Дасбурга и Стюарта Дэвиса, испытали кратковременное влияние этого направления, создав ряд полотен в характерной для синхромистов манере. Многие художники в дальнейшем разработали свои модели цветовой абстракции, основываясь на опыте Расселла и Макдональда-Райта.
В своей книге «Modern painting: its tendency and meaning» известный искусствовед и художественный критик Уиллиард Хэнтингтон Райт, более известный под псевдонимом С. С. Ван Дайн, называл синхромизм «наивысшим достижением Западного искусства со времён Ренессанса», сравнивая работы Расселла и Макдональда-Райта, которому приходился братом, с полотнами Делакруа, Сезанна, Тёрнера и даже Рубенса.